# وليد عساف
وليد محمود محمد عسّاف (1380- 1446 هـ / 1960- 2025 م) مهندس كهربائي، وسياسي ووزير فلسطيني. شغل منصب رئيس هيئة مقاومة الجدار والاستيطان بين عامي 2015 و2021.

## سيرته
وُلد أبو علاء، وليد بن محمود بن محمد عسَّاف في قرية كفر لاقف بمحافظة قلقيلية شمال غربي الضفة الغربية، يوم السبت 29 جُمادى الآخرة 1380هـ الموافق 17 ديسمبر (كانون الأول) 1960م. حصل على الإجازة (بكالوريوس) في الهندسة الكهربائية من جامعة الهندسة والتكنولوجيا في لاهور بباكستان عام 1986.

### حياته السياسية
عمل عساف مهندسًا لدى وكالة غوث وتشغيل اللاجئين الفلسطينيين «الأونروا»، ومديرًا للرقابة الفنية والتردُّدات في وِزارة المواصلات.  وفاز في الانتخابات التشريعية الفلسطينية عام 2006 بمقعد لحركة فتح عن دائرة محافظة قلقيلية، وشارك في عدَّة لجان أبرزها رئاسة لجنة الأراضي ومواجهة الاستيطان عام 2006، وعضو اللجنة الاقتصادية والزراعية في المجلس التشريعي الفلسطيني وغيرها.
في 16 مايو 2012، عُين وزيرًا للزراعة في الحكومة الفلسطينية الرابعة عشرة برئاسة سلام فيَّاض، واستمرَّ في المنصب ضمن حكومة رامي الحمد الله الأولى والثانية حتى 2 يونيو 2014. وفي 23 مارس 2015، عُين رئيسًا لهيئة مقاومة الجدار والاستيطان خلفًا للشهيد زياد أبو عين. واستمرَّ في منصبه حتى 31 مارس 2021 حين استقال لغرض الترشُّح في الانتخابات التشريعية الفلسطينية 2021، ولكنه عاد إلى منصبه لتأجيل الانتخابات. ثم أحيل إلى التقاعد في 13 ديسمبر 2021.

## وفاته
توفي وليد عساف في مدينة رام الله، صباح يوم الأحد 27 ذي القَعْدة 1446هـ الموافق 25 مايو (أيَّار) 2025م، ودُفن في مسقط رأسه قرية كفر لاقف شرق قلقيلية في نفس اليوم.